# ヨーロッパの列車種別
ヨーロッパの列車種別（ヨーロッパのれっしゃしゅべつ）では、ヨーロッパ主要国内の鉄道における列車種別を示す。

## 各国の長距離列車・高速鉄道
- アラリス (Alaris)：スペイン
- アルファ・ペンドゥラール (Alfa Pendular)：ポルトガル
- AVE (Alta Velocidad Española)：スペイン
- クロスカントリー (CrossCountry)：イギリス
- ユーロシティ (EuroCity, EC)：各国
- ユーロスター (Eurostar)：イギリス、フランス、ベルギー
- フィーラ (Fyra)：オランダ、ベルギー
- ICE (Intercity-Express)：ドイツとその周辺国
- レイルジェット (railjet, RJ)：オーストリアとその周辺国
- TGV (Train à Grande Vitesse)：フランスとその周辺国
- トレンオテル (Trenhotel)：スペインとその周辺国
- タリス (Thalys)：フランス、ベルギー、オランダ、ドイツ
- SJ2000：スウェーデン、デンマーク ※旧称X2000

## ドイツ
- ICE
- インターシティ (Intercity, IC)
- ユーロシティ
- シティナイトライン (City Night Line, CNL)
- インターレギオ・エクスプレス (Interregio-Express, IRE)
- レギオナルエクスプレス (Regional-Express, RE)
- レギオナルバーン (Regionalbahn, RB)
- Sバーン (S-Bahn)

## オーストリア
- ICE
- レイルジェット
  - レイルジェットエクスプレス (Railjet Xpress, RJX)
- ナイトジェット (Nightjet, NJ)
- インターシティ
- ユーロシティ
- ユーロナイト (Euronight, EN)
- シティジェット (Cityjet, CJ)
  - シティジェットエクスプレス (Cityjet Xpress, CJX)
- レギオナルエクスプレス
- レギオナルバーン
- Sバーン

## フランス
- TGV
- アンテルシテ (Intercités)
- Intercité de Nuit
- 地域圏急行輸送 (Train Express Régional, TER)
- RER (Réseau express régional)

## イタリア
- フレッチャロッサ (Frecciarossa) ※旧称ユーロスター・イタリア (Eurostar Italia)
- ユーロシティ
- インターシティ
- エスプレッソ (Espresso)

## スペイン
- AVE
- アルビア (Alvia)
- アルタリア (Altaria)
- ユーロメッド (Euromed)
- アラリス
- タルゴ (Talgo)
- アルコ (Arco)
- トレンオテル
- セルカニアス (Cercanías)